# Operation Transport
1941

Versenkung der Force Z 
1942

C –
Ironclad 
1944

Diplomat –
Cockpit –
Transom –
Councillor –
Pedal –
Crimson –
Banquet –
Light –
Millet –
Outflank –

ab 22. Nov. als British Pacific Fleet Robson 
1945

Lentil –
Meridian –
Suffice –
Stacey –
Transport –
Onboard –
Penzance –
Passbook –
Sunfish –
Bishop –
Dukedom –
Mitre –
Irregular –
Balsam –
Bedlam Green –
Collie –
Livery –
Jurist –
Tiderace
Die Operation Transport war eine Unternehmung der britischen Eastern Fleet (East Indies Station) unter dem Kommando von Vizeadmiral Sir Arthur Power während des Pazifikkrieg im Zweiten Weltkrieg. Sie zielte auf Schifffahrts- und Militäreinrichtungen in der von Japan besetzten Inselgruppe der Andamanen im Golf von Bengalen.
Dazu wurde die Force 70 mit den Zerstörern Saumarez, Volage und Rapid zusammengestellt. Sie stach am 14. März von Trincomalee auf Ceylon in See und passierte in der Nacht vom 15. auf den 16. März den Ten Degree Channel. Die Force 70 drehte dann in Richtung Penang an der Westküste Malayas, konnte dort aber keine Ziele finden.
Am 17. März beschossen die Schiffe Sigli auf Sumatra und am 19. März Port Blair in der Gruppe der Andamanen.
Die Force 70 drang am Nachmittag des 19. März in den Stewart Sund nahe Māyābandar ein und geriet, nachdem sie eine Dschunke zerstört hatte, unter Beschuss von einer japanischen Küstenbatterie. Die Rapid wurde mehrfach getroffen und musste dadurch ihre Fahrt stoppen. Die Saumarez nahm das Schiff ins Schlepptau, während die Volage ihnen Deckungsfeuer gab. Anschließend wurde auch die Volage getroffen. Bei dem Gefecht wurden auf der Rapid ein Offizier und zehn Männer der Mannschaft getötet und 23 verwundet. Auf der Volage kamen drei Männer ums Leben und acht wurden verwundet.
Die Force 70 erreichte Akyab am 20. März. Die Rapid lief am 22. März von Akyab aus und kam am 27. März in Colombo an. Sie setzte am nächsten Tag Kurs auf Simon’s Town, um die Schäden zu reparieren. Sie konnte erst im August des Jahres wieder zur Eastern Fleet zurückkehren.